# スポGOMI
スポGOMIとは、2008年に日本で初めて開催された、ごみ問題を学ぶ一環としてごみ拾いを競技化したスポーツのことである。考案者は一般社団法人Social Sports Initiative 代表理事の馬見塚健一。

## 概要
主催者が「企業や地域などが行っているごみ拾いにスポーツの要素を加えたら、ごみ問題に興味がない人でも楽しみながら、向き合うきっかけになるのでは」と考えたのが契機となっている。
3人から5人でチームを組んだ上で、予め決められたエリア内にて制限時間内にごみを拾い集めるというのが基本的なルールとなっている。年齢制限や性別、国籍条項などは無く、誰でも参加できる。なお、スポーツマンシップに則り、チームメンバー同士は10メートル以内の距離を保ち、競技エリア内で走ることは禁止している。また、各チームには安全面を確保する観点から、審査員が帯同している。
ごみは種類や重さによってポイント化しており、獲得したポイントの高いチームが勝者となる。但し、拾い集めたごみの重さだけで勝敗を決めると不公平となることから、一例として、たばこの吸い殻やペットボトルは獲得ポイントを高くするなどの工夫を行っている。
2019年からは高校生を対象とした「スポGOMI甲子園」を開催。2016年6月以降は海外でも開催しており、2023年5月時点でこれまでに7ヵ国19大会が開催された。
2023年11月には本スポーツ初の世界大会として、「スポGOMIワールドカップ」を発祥国である日本で開催された。計21か国の代表が参加し、イギリス代表が優勝、日本代表が準優勝、イタリア代表が第3位だった。

## Webアニメ
一般社団法人マンガ・アニメ・ゲーム教育創造機構が、日本財団のプロジェクト「海と日本プロジェクト・CHANGE FOR THE BLUE」の一環で、本競技を題材にアニメ化し、有料動画配信サービスにて公開。また、環境教育の一環として活用頂ける教育機関には、映像を無償提供した。
| 『スポGOMI ワールドカップエキシビジョンマッチ編』 - ワールドカップエキシビジョンマッチ編キャスト - トキオ - 柄本時生 - アカリ - 照井春佳 - ココ - 井上麻里奈 - ケイ - 大空直美 - シロー - 豊永利行 - アレックス - 阿座上洋平 - サフィア - 菅沼千紗 - アナウンサー - 河内孝博 - キャスター - 井上富美子 - 日本財団会長 - 笹川陽平 - ワールドカップエキシビジョンマッチ編スタッフ - 統括 - 杉井ギサブロー - 監督 - 沼田心之介 - 脚本 - 砂山蔵澄 - 演出 / 作画監督 - 樋口雅一 - 絵コンテ - 永丘昭典 - キャラクターデザイン - 滝口弘喜 - エンディングテーマ - 「Necessary」歌・作詞・作曲：豊永利行、T's MUSIC - 音響制作 - 青二プロダクション、池田克明、池沢勝斗 - 音響監督 - 阿部信行（オンリード）、藤本たかひろ - 録音 - 三谷佳奈美 - スタジオ - AION studio - 音響効果 - 庄司雅弘 - 挿入曲 - 蜂須みゆ - ゼネラルプロデューサー - 沼田かずみ - アニメ―ションプロデューサー - 藤田健 - アニメーション制作 - トマソン - 制作協力 - ピーターパン・クリエイション - 制作プロデューサー - 沼田友之介 - 制作進行 - 雄谷将仁 - 企画 - 日本財団「海と日本プロジェクト」 - プロデューサー - 波房克典（ワールドエッグス）、横井秀光、岡村哲也（MyAnimeList） | 『スポGOMI まちの絆づくり編』 - まちの絆づくり編キャスト - トキオ - 柄本時生 - アカリ - 照井春佳 - ユート - 菅沼久義 - メイ - 厚地彩花 - カイト - 三野雄大 - レナ - 劉セイラ - 北大川市長 - 蟹江俊介 - 南大川市長 - ボルケーノ太田 - カップルの男 - 小池聖人 - カップルの女 - 遠藤瑠香 - 日本財団司会進行 - 清水健佑 - アナウンサー - 山本悠有希 - 大会司会者 - 宮園拓夢 - ムサシ - 松風雅也 - 日本財団会長 - 笹川陽平 - まちの絆づくり編キャスト - 監督 - 沼田心之介 - 脚本 - 神尾香菜子 - キャラクターデザイン - 古村静香 - 絵コンテ - 樋口雅一 - 演出助手 - 雄谷将仁 - 演出 - 水野知己 - 作画監督 - Park Gun-Ha - エンディングテーマ - 「Fly Away」歌：劉セイラ、作詞・作曲：波房克典、編曲：宮﨑雨水男 - 音響制作 - 青二プロダクション、池田克明、池沢勝斗 - 音響監督 - 阿部信行（オンリード）、藤本たかひろ、三谷佳奈美 - スタジオ - AION studio - 音響効果 - 庄司雅弘 - ゼネラルプロデューサー - 沼田かずみ - アニメーション制作 - トマソン - 制作協力 - ピーターパン・クリエイション - アニメーションプロデューサー - 沼田友之介 - 制作デスク - 河野創太 - 制作進行 - 高橋奉宏 - 企画 - 日本財団「海と日本プロジェクト」 - プロデューサー - 波房克典（ワールドエッグス）、岡村哲也（MyAnimeList） |